# A.E. Waite

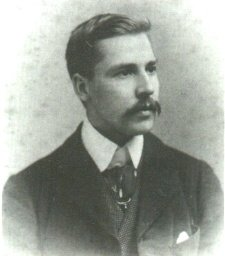
A.E. Waite cirka 1880.

Arthur Edward Waite, allmänt känd som A.E. Waite, född 2 oktober 1857 i Brooklyn i New York, död 19 maj 1942 i London, var en amerikanskfödd brittisk poet och akademisk mystiker som skrev mycket om ockulta och esoteriska frågor, och var medskapare av tarotkortleken Rider-Waite. Som hans levnadstecknare R.A. Gilbert beskrev honom, "Waites namn har överlevt eftersom han var den första att försöka skapa en systematisk studie av historien av västlig ockultism, sedd som en andlig tradition snarare än som delar av proto-vetenskap eller en patologi av religionen."